# والتر ستانلي هينز
والتر ستانلي هينز (بالإنجليزية: Walter Stanley Haines) (27 سبتمبر 1850 - 27 يناير 1923) أستاذاً أميركياً للكيمياء والمواد الطبية وعلم السموم. قام بالتدريس في كلية راش الطبية في شيكاغو لمدة 50 عامًا تقريبًا ، وقد نال استحسانه لتدريسه. مع فريدريك بيترسون ، نشر دليلاً شاملاً للطب والقانون ، كتاب مدرسي عن الطب الشرعي وعلم السموم ، والذي مر بالعديد من الإصدارات.

## روابط خارجية
- أعمال أو نبذة عن والتر ستانلي هينز على أرشيف الإنترنت